# La Coma (Erinyà)
La Coma és una coma del terme municipal de Conca de Dalt, a l'antic terme de Toralla i Serradell, al Pallars Jussà, en territori del poble d'Erinyà.
Està situada al nord-est de Serradell, al sud-oest de la meitat, aproximadament, de la Baga de Setcomelles, al nord del Solà de la Muntanya d'Erinyà. La Pista de Cérvoles travessa pel bell mig aquesta coma.